# 一色範氏
一色 範氏（いっしき のりうじ）は、鎌倉時代末期から南北朝時代にかけての武将。足利氏の家臣。一色氏3代当主。

## 生涯
建武の新政から離反し、九州落ちした足利尊氏に従う。建武3年（1336年）、多々良浜の戦いにおいて南朝方に属した菊池武敏らを撃破すると、九州の守りとして仁木義長・小俣氏連ら他の足利一門と共に残される。
同年に義長が上洛すると範氏は初代の九州探題として大友氏、少弐氏、菊池氏、島津氏ら在地の諸守護と対立して地域支配に務める。
範氏は武名の高い小俣氏義（足利氏流小俣氏)を探題府の侍所に任じ九州の制圧を図る。また、小俣氏義の嫡男である小俣氏蓮を島原半島内陸部および諫早湾沿岸に攻め込ませ南朝軍となった国人と戦わせた。
だが、九州探題に任じられながら管国の守護職に関しては肥前国・筑前国の守護に一時的に任じられたに過ぎず、現地の国人の被官化を進めることができずその権力基盤は脆弱のままで、暦応元年/延元3年（1338年）には幕府に窮状を訴える目安状を送っている。
暦応5年/興国3年（1342年）5月、雷神宮に雨乞い祈祷の催促文を送っている。貞和2年/興国7年（1346年）に長男の直氏が九州探題となり、父子揃って九州の地盤固めを進める。観応の擾乱では尊氏派に属する。
しかし、範氏父子の働きも空しく九州の武士を味方につけることはできず、少弐頼尚と結んだ足利直冬勢との合戦、南朝の征西大将軍懐良親王とそれを支える菊池武光等の勢力との合戦が続き、文和2年/正平8年（1353年）に筑前国針摺原で菊池勢に大敗、その後も敗北を重ね、遂に文和4年/正平10年（1355年）、南朝勢の侵攻により博多を放棄して長門国へ逃れ、そのまま帰京、隠退した。
応安2年/正平24年（1369年）2月18日に死去。
範氏は九州に地盤を築けず任務に失敗したが、次男の範光は室町幕府の信任を得て三河国・若狭国の守護と侍所所司に任じられ、守護大名・四職として幕府の政務に携わる元を築いた。